# Урочище Коростки
Ботанічна пам'ятка природи місцевого значення «Урочище Коростки» (втрачена) включала 3 дерева модрини європейської, розміщених на площі 0,1 га та була розміщена у Бердичівському держлісгоспі (Любарське лісництво, кв.57, вид.22). 
4 липня 2000 року Житомирська обласна рада ухвалила рішення «Про території та об'єкти природно-заповідного фонду місцевого значення», яким були ліквідовані два об'єкти ПЗФ місцевого значення.
Природоохоронний статус пам'ятки був ліквідований із зазначенням того що в 150-річному віці дерева були пошкоджені і всихаючі, а отже втратили природну цінність. Зазначені причини є необґрунтовані, адже дерева ще були живими.